# Торица (река)
Торица — река в России, протекает в Подосиновском районе Кировской области. Устье реки находится в 40 км по правому берегу реки Пушма. Длина реки составляет 12 км.
Исток реки находится в болотах на возвышенности Северные Увалы в 15 км к юго-востоку от посёлка Подосиновец. Генеральное направление течения юго-восток. Всё течение, за исключением устья проходит по ненаселённому лесному массиву, впадает в Пушму в деревне Бушманиха.

## Данные водного реестра
По данным государственного водного реестра России и геоинформационной системы водохозяйственного районирования территории РФ, подготовленной Федеральным агентством водных ресурсов:
- Бассейновый округ — Двинско-Печорский
- Речной бассейн — Северная Двина
- Речной подбассейн — Малая Северная Двина
- Водохозяйственный участок — Юг
- Код водного объекта — 03020100212103000011535